# Bite Back
vzw Bite Back is een Belgische dierenrechtenorganisatie die ook in Nederland actief is. Bite Back werd in 2003 opgericht. De organisatie promoot een veganistische levensstijl en verzet zich tegen dierenmishandeling, dierenleed in dierentuinen en circussen, bont, dierproeven en de vis- en vleesindustrie. Om burgers en consumenten te sensibiliseren maakt Bite Back gebruik van provocatieve acties en andere geweldloze en niet-militante actiemiddelen.
In 2005 en 2006 verkoos de organisatie, in navolging van het gelijknamige Nederlandse initiatief van Bont voor Dieren, een "Dom Bontje". Ten dele door het verzet van Bite Back hebben verschillende Belgische en buitenlandse modebedrijven en winkelketens bont afgezworen. Op de website bontvrij.org houdt Bite Back bij welke bedrijven een beleid voeren om geen bont (meer) te verkopen.
In 2013 maakte de organisatie een undercoverreportage bij negen Vlaamse varkenskwekerijen, waarin ze vermeende wantoestanden in de varkensindustrie aanklaagde. In 2015 klaagden de varkenskwekers op hun beurt Bite Back aan wegens aanzetten tot haat. De Brugse raadkamer verwees Bite Back door naar de correctionele rechtbank.
Nog in 2015 kwam de organisatie in het nieuws door een demonstratie voor de sluiting van de slachthuizen, en een symbolische protestactie in Brussel tegen varkenskwekerijen. Ook was er dat jaar een ludieke actie op de Antwerpse Meir waarbij voorbijgangers zogezegd hondenvlees konden proeven.